# Protoenore
Protoenore (in greco antico Προθοήνωρ) o Protenore, è un personaggio della mitologia greca e comandante acheo proveniente dalla Beozia che prese parte alla guerra di Troia, per sostenere Menelao, re di Sparta, contro la ricca e fiorente città di Troia, rea di un oltraggio per opera del principe troiano Paride. 

Questi infatti, accolto benevolmente dal re spartano, approfittò della sua assenza per rapirne la moglie, la bellissima Elena, figlia di Zeus. Le vicende fondamentali di questa guerra furono raccontati da Omero nell'Iliade.

## Mitologia

### La partenza per Troia
Protoenore, illustre capitano originario della Beozia, partì alla volta della città insieme al fratello Arcesilao, figlio, come lui, di Areilico e di Teobula. Nell'Iliade, egli viene nominato nel "Catalogo delle navi", col ruolo di luogotenente, al servizio del supremo comandante beota, Peneleo; oltre a Protoenore, altri comandanti rappresentavano il contingente beota: Clonio, Arcesilao ed Arpalione, quest'ultimo suo fedele amico. Protoenore giunse a Troia, conducendo con sé otto navi.

### La morte
Durante la battaglia contro le navi achee, il giovane eroe greco cercò di tuffarsi nei combattimenti armato di lancia e di spada e affrontò coraggiosamente il guerriero e sacerdote di Troia Polidamante che lo trafisse con la sua lancia alla spalla, e la vita del greco scese giù nella casa di Ade. Polidamante imprecò contro di lui, una volta ucciso, in modo così crudele che Aiace Telamonio, furioso per la morte di un compagno così caro dell'esercito acheo, gli fiondò contro la sua lancia e Polidamante riuscì ad evitare la morte: la lancia invece prese il figlio di Antenore Archeloco in pieno collo, con tale violenza che egli venne decapitato di netto.